# Leptobrachium leishanense
Leptobrachium leishanense es una especie de anfibios de la familia Megophryidae.

## Distribución geográfica
Es endémica de la provincia de Guizhou (China).

## Estado de conservación
Se encuentra amenazada de extinción por la pérdida de su hábitat natural.